# Stanley Venn Ellis
Stanley Venn Ellis (Carlton, 8 agosto 1875 – battaglia dello Jutland, 31 maggio 1916) è stato un militare e marinaio britannico, comandante dell'incrociatore corazzato Defence nel corso della battaglia dello Jutland, dove trovò la morte insieme a tutto il suo equipaggio.

## Biografia

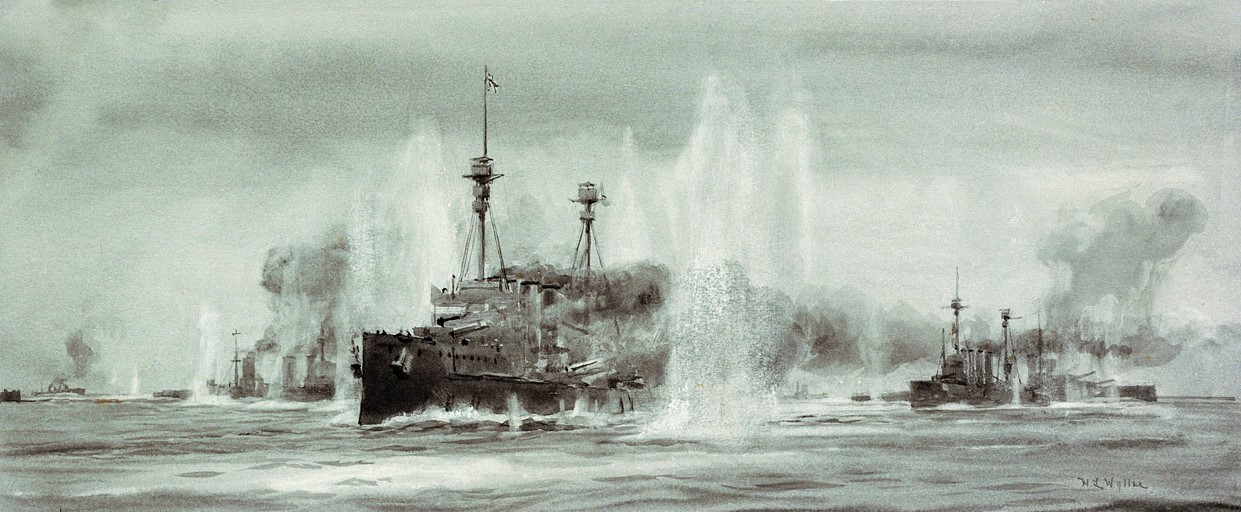
Gli incrociatori corazzati Defence e Warrior passano davanti alla linea degli incrociatori da battaglia del Battlecruiser Squadron durante la battaglia dello Jutland.

Nacque a Carlton, Bedfordshire, l'8 agosto 1875, figlio di Henri e Ada Florence Henman. Compì gli studi superiori presso la Royal Naval School in Gran Bretagna, venendo poi arruolato come marinaio nella Royal Navy assegnato alla  Britannia nel 1889.  Il 22 giugno 1893, mentre si trovava imbarcato sulla corazzata Nile, comandata dal capitano Sir Gerard Noel,  fu testimone dell'affondamento, per collisione, della nave ammiraglia della Mediterranean Fleet Victoria su cui alzava la sua insegna il viceammiraglio Sir George Tryon. L'equipaggio della Nile riuscì a salvare 80 naufraghi della Victoria. Nel 1900 prestava servizio a Esquimalt, in Canada. Nel 1901, in occasione di un grande ballo ufficiale, incontrò la signorina Katheleen Beaven, figlia di  Robert Beaven, primo ministro della Columbia Britannica, e di Susan Sibbald Ritchie.  I due si sposarono il 23 agosto 1900 nella Cattedrale di Victoria e poi andarono a vivere in Gran Bretagna dove nacque la loro figlia, Kathleen Brenda, il 17 settembre 1906.
Il 25 marzo 1902 fu promosso al grado di tenente capitano, posto al comando della torpediniera Foam, passando il 1 novembre dello stesso anno al comando della Stagg. Dal 3 gennaio 1905 al 1 gennaio 1906 fu comandante del cacciatorpediniere Dasher, dal 1 gennaio 1906 al 28 maggio di quell'anno del cacciatorpediniere Roebuck, e dal 28 maggio 1906 al 10 settembre 1909 del cacciatorpediniere Ness. Mentre era al comando di quest'ultimo scortò re Edoardo VII e la regina Alessandra a Reval per incontrare lo zar Nicola II, venendo insignito dell'Ordine di San Stanislao. Promosso comandante prestò servizio sull'Achilles, sullo Swiftsure, sull'Inflexible, e sull'Albermale. Nel 1914 fu trasferito sulla nave da battaglia Monarch. Il 1 gennaio 1916 fu promosso captain e posto al comando dell'incrociatore corazzato Defence, nave di bandiera del contrammiraglio Sir Robert Keith Arbuthnot, comandante del 1st Cruiser Squadron,  che godeva della massima fiducia da parte dell'ammiraglio John Jellicoe comandante della Grand Fleet. Le unità di Arbuthnot, considerate di tipo superato, presero parte alla successiva battaglia dello Jutland costituendo la 1ª Divisione incrociatori corazzati della Grand Fleet.

### Il 1st Cruiser Squadron alla battaglia dello Jutland
Dopo le fasi iniziali dello scontro, che portarono all’affondamento di due incrociatori da battaglia inglesi, e al danneggiamento di numerose unità dei due schieramenti, il contrammiraglio Horace Hood, comandante del 3rd Battle Squadron ingaggiò brevemente le unità del II Aufläkrungsgruppe del contrammiraglio Friedrich Bödicker. Si trattava di quattro incrociatori leggeri, e uno di questi, il Wiesbaden, fu gravemente danneggiato dal tiro delle unità di Hood, tanto da rimanere immobilizzato. Alle 18:02 le unità tedesche vennero impegnate in combattimento da tre incrociatori corazzati del 1st Cruiser Squadron. Infatti, avvistate le unità nemiche, Arbuthnot si era lanciato all’attacco con tre delle sue unità, arrivando a tagliare la strada agli incrociatori da battaglia del 1st Battle Squadron comandato dal contrammiraglio David Beatty. Navigando a tutta velocità, il Defence e il Warrior attraversarono la rotta del Lion, che dovette virare bruscamente per non entrare in collisione con le navi inglesi. L’impatto fu evitato per 200 yarde, ma il Duke of Edinburgh non riuscì a passare tra gli incrociatori da battaglia rimanendo indietro. La quarta unità, il Black Prince, era rimasta troppo indietro per partecipare all’attacco. Il Defence e il Warrior emersero dalla nebbia e dal fumo della battaglia ritrovandosi a sfilare controbordo alla Hochseeflotte a una distanza di 7.000 m. Centrato da due delle cinque salve sparate dal Lützow il Defence saltò in aria causando la morte di Arbuthnot e di tutti gli altri 903 membri dell’equipaggio. Il Warrior fu colpito da almeno 15 granate, e ridotto ad un relitto galleggiante affondò il mattino successivo. Il Black Prince, rimasto isolato, durante il combattimento notturno finì inquadrato dai proiettori di quattro navi da battaglia tedesche che lo presero sotto tiro con i grossi calibri da una distanza di 1.500 m. Centrato da almeno dodici proiettili l’incrociatore corazzato esplose ed affondò trascinando tra i flutti l’intero equipaggio di 852 uomini. Unica unità del 1st Cruiser Squadron a sopravvivere alla battaglia fu il Duke of Edinburgh.
Il nome del captain Stanley Venn Ellis e ricordato nel  Plymouth Naval Memorial a Plymouth e nella chiesa di Alderton.

### Annotazioni
1. ↑  Il capitano Gunther Paschen del Lützow scrisse successivamente: Da sinistra a destra appare nel campo del periscopio una nave, improbabilmente grande e vicina, a prima vista riconosco un vecchio incrociatore corazzato inglese e do gli ordini necessari … distanza 7,6 km … Seguono rapidamente cinque salve, di cui tre a cavallo: poi si è ripetuta la vista ormai familiare di una nave che esplode.

### Fonti
1. 1 2 3 4  Dreadnought Project.
2. 1 2 3 4 5 6 7 8 9  Geneanet.
3. 1 2  Da Frè 2018, p. 89.
4. 1 2 3 4 5 6 7 8 9  Da Frè 2018, p. 94.
5. ↑  Da Frè 2018, p. 80.
6. ↑  Da Frè 2018, p. 92.
7. ↑  Gordon 1996, pp. 444-445.
8. 1 2  Da Frè 2018, p. 97.
9. ↑  Everyoneremembered.